# Albert de Suède
Albert III, dit Albert de Mecklembourg (en suédois : Albrekt av Mecklenburg ; en allemand : Albrecht von Mecklenburg), né le 1er janvier 1340 et décédé le 31 mars 1412, est un prince de la maison de Mecklembourg, fils du duc Albert II et d'Euphémie de Suède. Il fut roi de Suède de 1364 à 1389 et duc de Mecklembourg de 1384 jusqu'à sa mort.

## Biographie
Albert est le second fils du prince Albert II de Mecklembourg (1318-1379) et de son épouse Euphémie, fille du duc Erik Magnusson et sœur du roi Magnus de Suède. Son père a été élevé au rang de duc (Herzog) sur décision de Charles IV de Luxembourg, roi des Romains, en 1348. Par sa mère, Albert est le troisième dans l'ordre de succession au trône de Suède, après les deux fils du roi, Éric XII († 1359) et Håkon VI, proclamé roi de Norvège en 1343. Il est marié en premières noces à la comtesse Richardis de Schwerin († 1377).

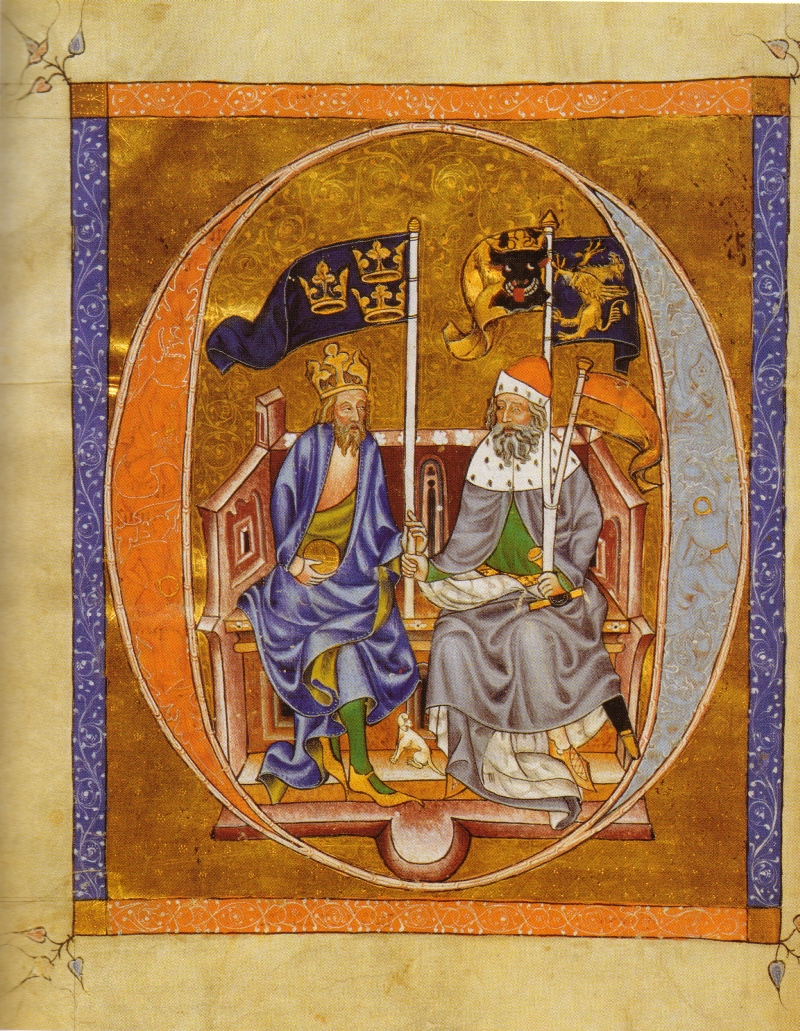
Albert III (à gauche) avec son père, miniature du XIVe siècle.

En 1363, les représentants du conseil suédois (Riksråd), sous la direction du magnat Bo Jonsson Grip, vinrent à la cour du Mecklembourg. Les aristocrates s'étaient élevés contre le règne du roi Magnus Eriksson, après que son fils Håkon avait épousé Marguerite, fille du roi Valdemar IV de Danemark. À la demande des nobles, Albert III, soutenu par son père et les villes de la Hanse, a commencé une campagne en Suède. Les citoyens de Stockholm et de Calmar se rendraient sans résistance. Après la déposition de son oncle Magnus, Albert est élu roi au trône de Suède le 30 novembre 1363 et les nobles se prosternèrent devant lui aux Pierres de Mora. Dans les régions occidentales cependant, au Värmland, à la Dalécarlie et dans certaines zones du Västergötland, il n'est pas reconnu.
Le nouveau roi, supporté par des nobles familles germaniques comme les Barnekow ou les Moltke, connaît un règne désastreux. Pendant une guerre civile de huit ans, le pouvoir royal s'affaiblit face à la montée en puissance de l'aristocratie dirigée par Bo Jonsson Grip qui assure un gouvernement de fait avec le titre de Drots (principal fonctionnaire de la cour, drossard en français) à partir de 1369; étendant son hégémonie sur un domaine quasi princier qui comprenait la Finlande, de vastes régions du Svealand, la côte entre Stockholm et Calmar ainsi que plusieurs districts d'Östergötland. Magnus Eriksson, capturé dans les combats, reste emprisonné de 1365 à 1371 avant d'être libéré par les forces de son fils Håkon. Il se retira à Bergen en Norvège où il meurt en 1374. Håkon continue de régner en Norvège jusqu'à sa mort, survenue en août ou septembre 1380, en conservant également les provinces suédoises de Västergötland, Dalécarlie et Värmland. 

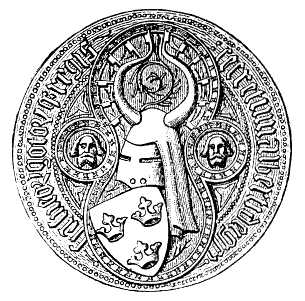
Le sceau du roi Albert.

Après la mort de Bo Jonsson en 1386, Albert cherche à réagir, mais les nobles font appel à la reine Marguerite Ire de Danemark, la veuve d'Håkon de Norvège. Le 24 février 1389, son armée bat Albert et ses cavaliers germaniques à la bataille d'Åsle près de la ville de Falköping en Västergötland. Après six ans de captivité au château de Lindholmen en Scanie, elle le contraint à abdiquer par « la Convention de Lindholm » (Lindholmstraktaten). Marguerite est désormais la souveraine toute-puissante des trois royaumes scandinaves, jetant les bases de l'union de Kalmar.
Albert se retire alors dans son duché de Mecklembourg, où il règne comme duc Albert III, depuis 1384. Néanmoins, il devait partager le pouvoir à Schwerin avec son neveu Jean IV et son cousin Jean II de Mecklembourg-Stargard. Les tentatives pour rester propriétaire de Gotland avec l'aide des Frères des victuailles ont échoué en 1398, date à laquelle l'île est occupée par l'ordre des chevaliers Teutoniques. En 1408, elle est rendue à Marguerite de Danemark.
Albert meurt à Gadebusch, le 31 mars 1412, et fut enterré dans l'abbaye de Doberan.

## Unions et postérité
Albert épouse : 
1) en 1359, la comtesse Richardis de Schwerin, morte en 1377 :
- Éric, mort en 1397, prince héritier ;
- Richarde-Catherine épouse en 1388 de Jean de Goerlitz, fils de l'empereur Charles IV de Luxembourg ;
- une fille cadette inconnue.

2) en 1396, Agnès, fille du duc Magnus II de Brunswick-Lunebourg, morte vers 1434 :
- Albert V, duc de Mecklembourg.

## Sources
- Lucien Musset, Les Peuples scandinaves au Moyen Âge, Paris, Presses universitaires de France, 1951, 342 p. (OCLC 3005644)
- Ragnar Svanström et Carl Fredrik Palmstierna (trad. Lucien Maury), Histoire de la Suède, Paris, Stock, 1944, 384 p. (OCLC 5973713)